# Tanki online
Tanki Online és un joc d'estratègia on has d'evolucionar el teu tanc, comprar noves armes, pintures i tancs. Es controla amb aquestes tecles:.
Amb les fletxes mous el tanc, amb l'espai dispares, amb la Z i la X mous la torreta a una banda i a l'altra, amb la C tornes la torreta a la posició normal, amb el tabulador pots veure el teu nivell dins de la partida (primer, segon...), els tancs que has destruït, les vegades que t'han destruït i la puntuació total, amb Av. Pàg i Re. Pàg pots canviar l'enfocament. Tens el teu garatge on pots comprar-te noves armes, pintures o tancs o millorar-te els que ja tens, també pots canviar entre el que tens. Hi ha les batalles és on pots guanyar diamants i on t'enfrontes a altres participants, pots aconseguir-los amb recompenses al final de les batalles, aquestes s'acaben amb: Controlar un nombre de punts, capturar banderes, al cap d'un temps.
Amb la F deixes la bandera (si la portes). Amb la P pots fer una pausa de cinc minuts (pasats els quals surts de la partida automàticament). Amb l'1 et pots posar una farmaciola i recuperar vida (si te'n falta). Amb el 2 et poses blindatge i et fan la meitat de mal (si en tens). Amb el 3 et poses tòxic i fas el doble de mal (si en tens). Amb el 4 et poses òxid nitrós i vas més ràpid (si en tens). Amb el 5 pots posar mines que els danyen la major part de qualsevol dels teus oponents si hi passa per sobre (si en tens). Amb el + i el - t'acostes o t'allunyes al teu tanc. Amb el suprimir al cap d'una estona se't destrueix el tanc (es fa servir per quan bolques). Amb l'enter obres un xat a la batalla. Amb la T obres un xat que només veuen els del teu equip. Pots crear una batalla a la part inferior del llistat de combats existents, hi ha un botó que diu "crea", fent clic aquí podràs triar el mapa, el temps, l'objectiu...
també poden caure "Caixes dorades" amb uns paracaigudes que si les agafes et donen mil, dos mil, tres mil cristalls(a les celebracions de festes com nadal) o cinc mil cristalls a l'aniversari del joc.

## TORRETES
Hi ha diferents torretes:
- Torretes de curta distància
- Torretes de mitja distància
- Torretes de llarga distància

TORRETES DE CURTA DISTÀNCIA
- Llançaflames

També disposes de diferents pintures per a el teu tanc, n'hi ha de bàsics que costen 100 cristalls i després n'hi ha d'especials que es guanyen o en concursos o a l'staff del joc.